# L'Étrange Noël de monsieur Jack
Pour plus de détails, voir Fiche technique et Distribution.
L'Étrange Noël de monsieur Jack (The Nightmare Before Christmas) est un film de Noël d'animation américain réalisé par Henry Selick, sorti en 1993. Il s'agit du quarante-et-unième long métrage d'animation des studios Disney.
Imaginé par Tim Burton, scénarisé par Caroline Thompson et interprété notamment par Chris Sarandon, Catherine O'Hara et William Hickey en version originale, le film raconte la découverte de la ville de Noël par Jack Skellington et sa tentative pour importer la fête de Noël dans la ville de Halloween.
Le film devait être initialement réalisé par Tim Burton, qui a laissé sa place à Henry Selick afin d'achever le tournage de Batman : Le Défi.
Le film, qui utilise la technique de l'animation en volume (aussi connue sous le nom de "stop-motion"), a été particulièrement long à réaliser : il a été achevé au terme de plus de trois ans de production.
L'Étrange Noël de monsieur Jack a reçu une majorité de critiques positives tant de la part des critiques que du public. Il a par ailleurs bénéficié d'une nouvelle sortie en 3D en 2006 pour laquelle ses chansons ont été remasterisées ou réinterprétées.
Le film a été nommé aux Oscars du cinéma en 1994 dans la catégorie des meilleurs effets visuels. Il a aussi remporté le Saturn Award du meilleur film fantastique et de la meilleure musique en 1994.

## Synopsis
La ville d’Halloween est un monde fantastique peuplé de divers monstres et êtres associés à la fête. Jack Skellington, respecté par les citoyens comme le "roi des citrouilles", les dirige dans l'organisation des célébrations annuelles d'Halloween. Cependant, cette année, Jack en a eu assez de la même routine annuelle et veut quelque chose de nouveau. Errant dans les bois le lendemain matin, il rencontre sept arbres contenant des portes menant à d'autres mondes sur le thème des vacances et tombe sur celui qui mène à la ville de Noël. Intéressé par les vacances inconnues, Jack rentre chez lui pour montrer à ses amis et voisins ses découvertes, mais ignorant l'idée de Noël, ils comparent tout à leurs idées d'Halloween. Cependant, ils se rapportent à un personnage de la ville de Noël : son souverain, le Père Noël, ou "Perce Oreilles" comme Jack l'appelle par erreur. Jack s'enferme dans sa maison pour étudier davantage Noël et trouver un moyen de l'expliquer rationnellement. Après que les études et l'expérimentation n'ont rien accompli, Jack décide finalement que Noël devrait être amélioré plutôt que compris et annonce à la ville d'Halloween qu’ils fêteront Noël cette année.
Jack assigne aux résidents de nombreux emplois sur le thème de Noël, y compris chanter des chants, faire des cadeaux et construire un traîneau tiré par des rennes squelettiques. Sally, une création féminine du scientifique fou local, le docteur Finkelstein, fait l'expérience d'une vision détaillant que leurs efforts se termineront de manière désastreuse. Jack, qu'elle aime secrètement, rejette ce constat et lui assigne la tâche de lui faire un costume de Père Noël. Il charge également le trio de garnement Am, Stram et Gram d'enlever le Père Noël et de l'amener à la ville d’Halloween. Jack dit au Père Noël qu'il s'occupera de Noël à sa place cette année et ordonne au trio de garder le Père Noël en sécurité. Contre son souhait, ils livrent le Père Noël au rival de longue date de Jack, Oogie Boogie, un vieux sac d'insectes grouillant qui complote pour mettre la vie du Père Noël en jeu. Sally tente de sauver ce dernier ainsi que Jack de leur sort potentiel, mais elle est également capturée.
Jack part livrer ses cadeaux dans le monde réel, mais ils effraient plutôt la population, qui contacte alors les autorités. Elles chargent alors les habitants de verrouiller leurs maisons et leurs résidences pour se protéger. Lorsque la nouvelle se répand sur les actes présumés de Jack, il est finalement abattu par les forces militaires et s'écrase dans un cimetière. Alors que toute la ville d'Halloween croit malheureusement qu'il est mort, Jack a en fait survécu. Alors qu'il déplore le désastre qu'il a causé, il trouve qu'il a néanmoins apprécié l'expérience, ravivant son amour pour Halloween, mais se rend vite compte qu'il doit agir rapidement pour réparer son gâchis. Jack rentre chez lui et s'infiltre dans le repaire d'Oogie, sauvant le Père Noël et Sally avant d'affronter Oogie et le vaincre en démêlant un fil tenant sa forme de tissu ensemble. Jack s'excuse ensuite auprès du Père Noël pour ses actions et assure qu'il peut encore sauver Noël, bien que le Père Noël soit furieux contre Jack pour les problèmes qu'il a causés et qu'il n'ait pas pris en compte les avertissements de Sally. Alors que le Père Noël remplace les cadeaux de Jack par des cadeaux authentiques, toute la ville d'Halloween célèbre la survie et le retour de Jack. Le Père Noël montre ensuite à Jack qu'il n'y a pas de ressentiment entre eux en apportant une chute de neige dans la ville, ce qui réalise le rêve original de Jack d'une certaine manière et amène les résidents à réaliser enfin le vrai sens de Noël. Par la suite, Jack et Sally déclarent leur amour l'un pour l'autre.

## Fiche technique
- Titre original : The Nightmare Before Christmas[1]
- Titre français : L'Étrange Noël de monsieur Jack
- Réalisation : Henry Selick
- Scénario : Tim Burton, Caroline Thompson et Michael McDowell
  - Directeur d’écriture : Joe Ranft
  - Storyboard : Jorgen Klubien, Mike Cachuela, Steve Moore et Bob Pauley
- Musique et chansons : Danny Elfman
- Direction artistique : Deane Taylor et Ralph Eggleston
- Photographie : Pete Kozachik
- Montage : Stan Webb
- Production : Tim Burton, Denise Di Novi et Don Hahn (version 3D)
  - Associée : Jill Jacobs, Diane Minter Lewis, Philip Lofaro et Danny Elfman
  - Coproduction : Kathleen Gavin
- Sociétés de production : Touchstone Pictures, Skellington Productions, Tim Burton Productions et Walt Disney Pictures (version 3D)
- Sociétés de distribution : Buena Vista Pictures (États-Unis) ; Buena Vista International (France)
- Budget : 18 000 000 $ US
- Pays de production :  États-Unis
- Langue originale : anglais

- Format : couleur (Technicolor) — 1,78:1 — 35 mm — son Dolby numérique
- Genre : Animation, comédie horrifique, fantastique et film musical
- Durée : 76 minutes

- Dates de sortie :
  - États-Unis : 29 octobre 1993
  - France : 7 décembre 1994

## Distribution

### Voix originales
- Ed Ivory : Narrateur [2] / Le père Noël
- Chris Sarandon : Jack Skellington
- Danny Elfman : Jack Skellington (chant) / Gram (Barrel) / le clown qui perd la tête
- Catherine O'Hara : Sally / Stram (Shock)
- Paul Reubens : Am (Lock)
- Joe Ranft : Igor, le serviteur du docteur
- William Hickey : Docteur Finkelstein
- Glenn Shadix : le maire
- Ken Page : Oogie Boogie
- Susan McBride : la grande sorcière
- Debi Durst : la petite sorcière / le cadavre enfant / le cadavre mère
- Greg Proops : Arlequin / le démon / le joueur de saxophone
- Kerry Katz : un vampire / le cadavre père / la créature sous l'escalier
- Randy Crenshaw : M. Hyde / Béhémoth / le père vampire
- Sherwood Ball : un vampire / la momie
- Carmen Twillie : la créature du lagon noir
- Glen Walters : le loup-garou

### Voix françaises
- Henri Poirier : Narrateur / Le père Noël
- Olivier Constantin : Jack Skellington
- Dorothée Jemma :  Sally (dialogues)
- Nina Morato: Sally (chant)
- Bernard Tiphaine : Docteur Finkelstein
- Daniel Beretta : Le maire
- Richard Darbois : Oogie Boogie
- Michel Costa : Am / Le loup-garou (chant)
- Céline Monsarrat : Stram (dialogues)
- Karine Costa : Stram (chant)
- Bertrand Liebert : Gram
- Philippe Videcoq : Le clown qui perd la tête
- Danièle Hazan : La grande sorcière
- Jackie Berger : La petite sorcière
- Pauline Bandelier : Le cadavre enfant
- Michel Elias : Arlequin / Le joueur de saxophone / Béhémoth / Un vampire
- Jean-Pierre Leroux : Un vampire
- Jean-Claude Donda : Le père vampire et le policier au téléphone
- Anne Rochant : La créature du lagon noir / La journaliste
- Pascal Renwick : Le loup-garou

## Production

### Origines
Ce film est le développement d'un poème écrit dans les années 1980 par Tim Burton alors qu'il était animateur dans les studios Disney. Seuls trois personnages, Jack, son chien Zéro et le père Noël, figuraient dans le texte d'origine. Le personnage de Jack Skellington avait déjà fait une brève apparition dans le film Beetlejuice, puis refit un passage sous forme de clin d'œil dans le film James et la Pêche géante, dont Tim Burton est producteur, dans le rôle du capitaine d'un vaisseau fantôme.

### Tournage
Tim Burton devait initialement réaliser le film mais a été retenu par le tournage de Batman : Le Défi et n'est resté que quelques jours sur le plateau du tournage, confiant la tâche à Henry Selick. La réalisation s'est étendue sur un peu plus de trois ans.

### Bande originale

#### Chansons en français
- Bienvenue à Halloween (This is Halloween) - Habitants de la ville de Halloween
- La Complainte de Jack (Jack's lament) - Jack
- Que vois-je ? (What's this?) - Jack
- Réunion au sommet (Town meeting song) - Habitants  de la ville de Halloween
- L'Obsession de Jack (Jack's obsession) - Habitants  de la ville de Halloween et Jack
- Kidnapper le Perce-Oreilles ! (Kidnap the Sandy Claws!) - Am, Stram et Gram
- La fête approche (Making Christmas) - Habitants  de la ville de Halloween
- Oogie Boogie Blues (Oogie Boogie's song) - Oogie Boogie
- La Complainte de Sally (Sally's song) - Sally
- Pauvre Jack (Poor Jack) - Jack
- Final (Finale) - Habitants de la ville de Halloween

## Sortie et audience

### Sorties cinéma
- 9 octobre 1993 - États-Unis (première à New York)
- 13 octobre 1993 - États-Unis (limité)
- 29 octobre 1993 - États-Unis
- 15 octobre 1994 - Japon
- 27 octobre 1994 - Argentine
- 10 novembre 1994 - Australie
- 17 novembre 1994 - Hong Kong
- 25 novembre 1994 - Suède, Finlande et Royaume-Uni
- 2 décembre 1994 - Espagne
- 5 décembre 1994 - Italie
- 7 décembre 1994 - France
- 8 décembre 1994 - Allemagne
- 9 décembre 1994 - Autriche et Portugal
- 15 décembre 1994 - Pays-Bas
- Septembre 1995 - Italie (Mostra de Venise)
- 27 octobre 2000 - États-Unis (ressortie)
- 5 octobre 2001 - Pologne (Warsaw Film Festival)
- 14 décembre 2002 - République tchèque (Olomouc Animation Film Festival)
- 23 octobre 2004 - Japon (ressortie)
- 20 octobre 2006 - États-Unis (version 3D)
- 21 octobre 2006 - Japon (version 3D)
- 26 octobre 2006 - Allemagne (version 3D)
- 31 octobre 2006 - Australie (version 3D)
- 17 novembre 2006 - Mexique et Royaume-Uni (version 3D)
- 23 novembre 2006 - Singapour (version 3D)
- 24 octobre 2007 - France (version 3D)

### Audience
À sa sortie en 1993, le film n'attire pas et ne rapporte que 50 millions de dollars. Ce n’est qu’avec le temps, sa sortie en VHS, DVD et Blu-ray que le film gagne en popularité. L'année suivant sa sortie, Les Cahiers du cinéma le classe au 5e rang de leur liste des meilleurs films.

## Accueil presse
Lors de sa sortie aux États-Unis, le critique et historien du cinéma Roger Ebert fait l’éloge de l’inventivité visuelle du film. Rolling Stone salue pour sa part le mélange réussi entre fêtes d'Halloween et de Noël. The Washington Post avait quant à lui apprécié les multiples références glissées tout au long du film.
L'année de sa sortie en France, Le Monde juge positivement le film qui alterne magistralement entre deux fêtes opposées et Les Inrockuptibles  soulignent le côté fou de Tim Burton qui transpire dans le film.
En 1999, Libération souligne les qualités techniques du film qui mélange animation classique et images de synthèse 3D.
En 2005, L'Humanité apprécie le film  de même qu'en 2020 dans une nouvelle critique.
En 2016, La DH Les Sports+ écrit que le film reste toujours aussi captivant après sa sortie.
En 2018, The Hollywood Reporter rappelait les circonstances de réalisation du film.
En 2022, Brut rappelle les subtilités derrière le tournage du film.
En 2023, Télérama salue l'originalité du scénario du film en plus de son aspect visuel et graphique.

### Box-office
- États-Unis : ~ 50 003 043 USD[18]
- France : 703 016 entrées[19]

### Distinctions

#### Récompenses
- Saturn Awards du meilleur film de fantasy (1994)[20]
- Saturn Awards de la meilleure musique (1994)[21]

#### Nominations
- Oscar des meilleurs effets visuels en 1994[22].
- Golden Globe de la meilleure musique de film en 1994[23].
- Saturn Awards du meilleur réalisateur et des meilleurs effets spéciaux en 1994[24].
- Annie Award du meilleur film d'animation en 1994[25].
- Prix Hugo du meilleur film en 1994[26].
- Mostra de Venise 2007 Hors-compétition[27].

### Ressortie
Une version du film en relief est sortie en salles en 2006 aux États-Unis et en 2007 en France. À cette occasion, les chansons du film ont été remasterisées et réinterprétées par des chanteurs de rock comme Marilyn Manson, The All-American Rejects, Fall Out Boy, Panic! at the Disco, Marianne Faithfull, Rise Against ou même le groupe japonais de Visual kei Sadie.

## Autour du film
- Skellington, le nom du héros, évoque le mot skeleton qui signifie « squelette » en anglais. Jack, son prénom est associable à Jack-o'-lantern, le nom donné dans les pays anglo-saxons au potiron évidé dans lequel les enfants font brûler une bougie le soir de Halloween. Son nom peut aussi être assimilé à Skellington Inc., qui a contribué a la création du film.

- Le titre original film, The Nightmare Before Christmas, est un jeu de mots par rapport à the night before Christmas en anglais, qui signifie le réveillon de Noël.

- Considéré par beaucoup comme un chef-d'œuvre du cinéma d'animation[réf. nécessaire], ce film a ouvert le chemin pour d'autres des projets similaires tels que James et la Pêche géante ou Les Noces funèbres.

- La chanson I miss you du groupe de punk-rock californien Blink 182 fait à de nombreuses reprises référence au film lors des strophes avec ces paroles : We can live like Jack and Sally if we want / Where you can always find me / And we'll have Halloween on Christmas / And in the night we'll wish this never ends.

- Dans les jeux vidéo Kingdom Hearts, la ville de Halloween fait partie des « mondes » que les personnages visitent. Le joueur se retrouve aux côtés de Jack Skellington.

- On peut voir Jack Skellington dans une bande dessinée de Noël des Simpson, L'Étrange Rêve d'Homer.

## Commentaires
- Dans ce film, Henry Selick traite de la marginalité, thématique déjà employée dans tous ses films antérieurs, mais également de la sincérité. Jack Skellington souhaite remplacer le père Noël et offrir lui-même les cadeaux. Mais des cadeaux qui sont un bonheur pour un habitant de la ville de Halloween (serpent, araignée, squelette, chauve-souris…) ne le sont pas pour un enfant « normal ». Qu'est-ce donc que la « normalité » ? C'est précisément de la mince frontière entre « normal » et « anormal », « réel » et « irréel », « bonheur » et « malheur », qu'il est question. Au nom de quelle règle, de quel critère, peut-on décider de ce qui est « bon » ou « mauvais » ? Tim Burton le dit lui-même : « Aux États-Unis, on te colle une étiquette. On te dit qu'un tel est intelligent, un autre est beau, et tel autre est stupide. C'est dans mon agacement envers ces principes qu'il convient de trouver l'origine d'Edward aux mains d'argent et de L'Étrange Noël de monsieur Jack » (Tim Burton par Tim Burton). Sans prétention philosophique ou dogmatique, Tim Burton délivre simplement une leçon de tolérance. En outre, ce premier film d'animation est également l'occasion pour Tim Burton de donner libre cours à sa passion pour la fête de Halloween.

- Il convient également d'évoquer Edgar Allan Poe, l'auteur favori du cinéaste. Son plus célèbre poème, Le Corbeau, a eu un impact durable sur Tim Burton. Des points communs existent entre le poète maudit et le cinéaste. Tous deux ont réalisé des poèmes très sombres, mettant en scène des êtres tristes, dont la solitude ne semble rompue que par la présence d'un animal : un corbeau pour l'un, un chien pour l'autre. De plus, les poèmes ont servi de base aux scénaristes qui ont élaboré des histoires qui ont respecté l'esprit de leurs auteurs mais qui ont été relativement modifiées : le poème de Poe a été transformé en une comédie burlesque, tandis que celui de Tim Burton est devenu une comédie musicale macabre. De plus, dans la VHS et le DVD de L'Étrange Noël de monsieur Jack, apparaît un court-métrage de Tim Burton intitulé Vincent, à la fin duquel on peut entendre une brève citation du Corbeau.

## Produits dérivés

### Sorties vidéo
- 5 février 1998 - VHS avec format 4/3
- 1er octobre 2000 - VHS avec format 4/3
- 22 août 2000 - DVD avec format 1:66:1
- 27 novembre 2002 - DVD version DTS avec format 1:66:1
- 25 octobre 2006 - Double DVD avec James et la pêche géante
- 30 septembre 2008 - Édition Collector 2 DVD
- 30 septembre 2008 - Blu-ray Disc
- 5 novembre 2008 - Édition Prestige numérotée 2 DVD + le buste de Jack Skellington
- 20 octobre 2010 - Triple DVD avec Alice au pays des merveilles
- 20 octobre 2010 - Double Blu-ray Disc avec Alice au pays des merveilles
- 19 octobre 2011 - Triple DVD avec Le Drôle de Noël de Scrooge
- 26 octobre 2011 - Coffret 2 Blu-ray 3D + 2 Blu-ray 2D avec Alice au pays des merveilles
- 2 novembre 2011 - Blu-ray 3D avec format 1,85:1 (version 3D) et format 1,66:1 (version 2D)

### Dans les parcs Disney
L'Étrange Noël de monsieur Jack est présent dans les Parcs Disney à travers le monde, ainsi, Disneyland Resort en Californie et Tokyo Disneyland, proposent à chaque saison de Halloween la Haunted Mansion Holiday. En 2007, les personnages de Jack et Sally étaient à la rencontre des visiteurs dans le parc Hong Kong Disneyland ; en 2008, 2012 et 2013, Disneyland Resort Paris et Disneyland Resort.

### Jeux vidéo
L'univers de L'Étrange Noël de monsieur Jack est présent dans le jeu vidéo Kingdom Hearts sorti en 2002, et sera un thème récurrent de cette série. Le 13 octobre 2005, un jeu vidéo issu du film (dont le scénario est la suite de l'histoire originale) est sorti sous le titre L'Étrange Noël de monsieur Jack : La Revanche d'Oogie. Un jeu vidéo préquelle intitulé L'Étrange Noël de monsieur Jack : Le Roi des citrouilles, est également sorti en novembre 2005 sur Game Boy Advance, reprenant le système de jeu de Metroid.

### Ouvrages
- L'Étrange Noël de Monsieur Jack, poème de Tim Burton traduit par Paule Pagliano, Disney Hachette Édition, 1994  (ISBN 2-23-000423-9).
- En 2012, un manga reprenant l'histoire du film parait aux éditions Pika[29].

## Titre en différentes langues
- Allemand : Nightmare Before Christmas
- Anglais : The Nightmare Before Christmas
- Catalan : Malson abans de Nadal
- Chinois : 怪誕城之夜 (Guài dànchéng zhīyè)
- Croate : Predbožićna noćna mora
- Danois : The Nightmare Before Christmas
- Espagnol : Pesadilla antes de Navidad (Espagne)/El Extraño mundo de Jack (Argentine et Costa Rica)
- Espéranto : La Premsonĝo antaŭ Kristnasko
- Finnois : Painajainen ennen joulua
- Grec : Ο εφιάλτης πριν τα Χριστούγεννα (O efiáltis prin ta Khristúgenna)
- Hébreu : הסיוט שלפני חג המולד (Hasiyout shelifnei Khag Hamolad)
- Hongrois : Karácsonyi lidércnyomás
- Indonésien : The Nightmare Before Christmas
- Islandais : Martröð á jólanótt
- Italien : Nightmare Before Christmas
- Japonais : ナイトメアー・ビフォア・クリスマス (Naitomeā・bifoa・Kurisumasu)
- Néerlandais : Jack's ongelofelijke kerstreis
- Persan : کابوس قبل از کریسمس (')
- Polonais:  Miasteczko Halloween
- Portugais : O Estranho Mundo de Jack
- Russe : Кошмар перед Рождеством (Kochmar pered Rojdestvom)
- Slovène : Predbozicna mora
- Suédois : The Nightmare Before Christmas
- Tchèque : Ukradené Vánoce
- Turc : Noel Gecesi Kabusu